# Astroide

Costruzione dell'astroide.

In matematica un astroide è una  ipocicloide a quattro cuspidi. La figura richiama l'immagine di una stella che brilla da cui il nome di origine greca che vuol dire stella. L'astroide viene anche chiamato tetracuspide, cubocicloide o paraciclo.

## Equazioni

L'astroide come inviluppo di ellissi.

L'astroide come inviluppo di segmenti di lunghezza assegnata che si spostano con gli estremi vincolati a muoversi sui semiassi del sistema di riferimento come mostrato nell'animazione.

La cubocicloide, poiché ipocicloide è generata dalla rotazione di una circonferenza di raggio b all'interno di una di raggio a, con a/b=4 oppure a/b=4/3. Ad, esempio, se un cerchio di raggio 1 rotola all'interno di un cerchio di raggio 4, a/b=4 e la sua equazione parametrica è:
{\displaystyle x=3\cos \phi +\cos \left(-3\phi \right)}
{\displaystyle y=3\sin \phi +\sin \left(-3\phi \right)}
da cui
{\displaystyle x=4\cos ^{3}\phi {\frac {}{}}}
{\displaystyle y=4\sin ^{3}\phi {\frac {}{}}}
e generalizzando:
{\displaystyle x=c\cos ^{3}\phi {\frac {}{}}}
{\displaystyle y=c\sin ^{3}\phi {\frac {}{}}}
con {\displaystyle 0\leq \phi <2\pi ,\quad c\in R^{+}}.
Mentre in coordinate polari essa diventa:
{\displaystyle r=r_{0}{\frac {|\sec \theta |}{\left(1+\tan ^{2/3}\theta \right)^{3/2}}}}
con {\displaystyle 0\leq \theta <2\pi ,\quad r_{0}\in R^{+}}
La sua equazione cartesiana è, invece:
{\displaystyle x^{2/3}+y^{2/3}=c^{2/3}.{\frac {}{}}}
Da quest'ultima espressione si evince che l'astroide è un caso particolare di una superellisse.
L'astroide può anche essere visto come generato dall'inviluppo di segmenti di dimensione assegnata con estremi sui semiassi.  Oppure come l'inviluppo di ellissi disposti con gli assi coincidenti sugli assi del sistema di riferimento.